# Euphrosyne Parepa-Rosa

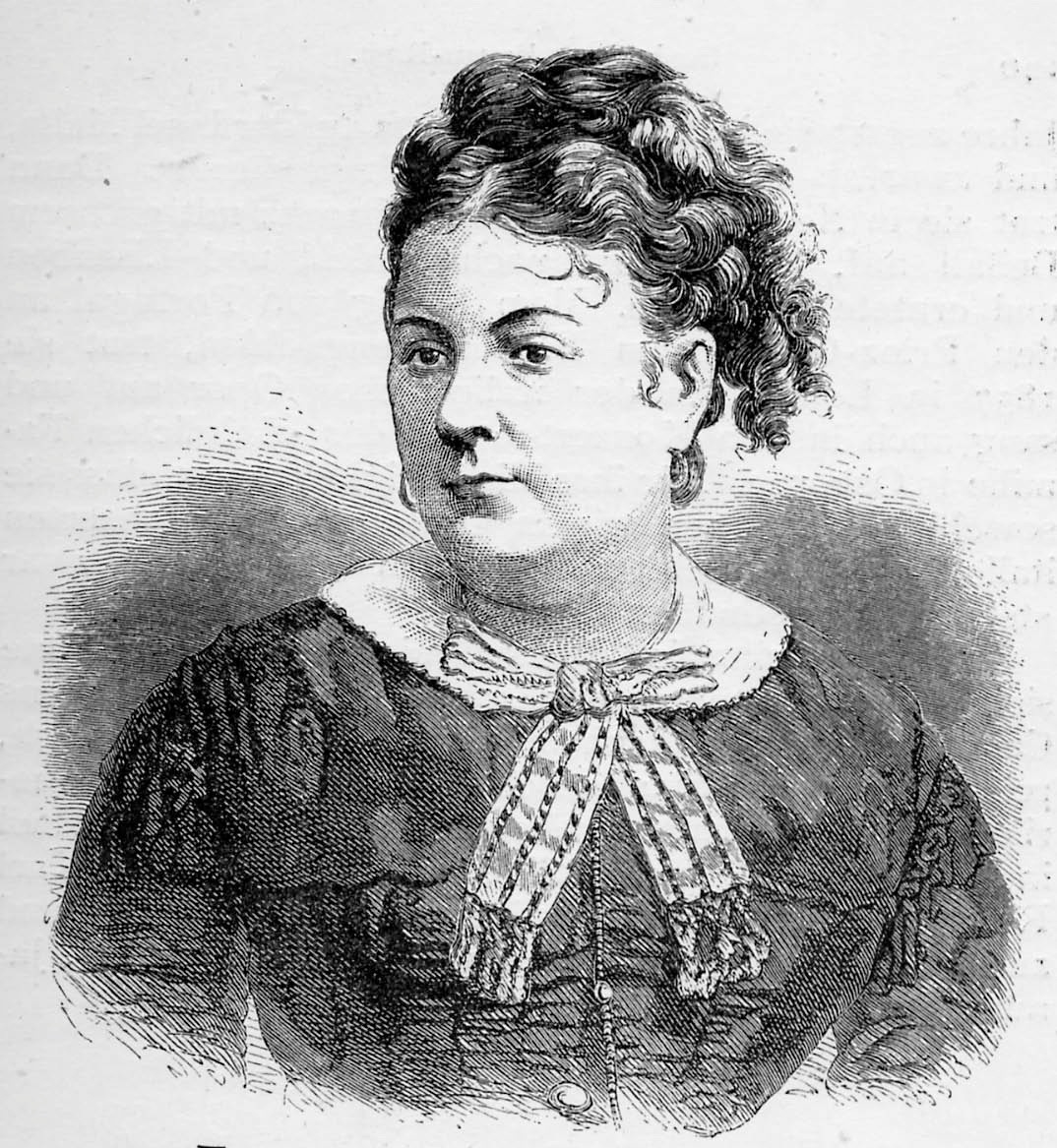
Euphrosyne Parepa-Rosa

Euphrosyne Parepa-Rosa (* 7. Mai 1836 in Edinburgh; † 21. Januar 1874 in London) war eine britische Opernsängerin (Sopran).

## Leben
Parepa war die Tochter der Sopranistin Elizabeth Seguin und des walachischen Fürsten Demetrius Parepa. Sie debütierte 18-jährig am Royal Opera House von Malta als Amina in Vincenzo Bellinis Oper La sonnambula. Zwischen 1853 und 1857 gastierte sie in Neapel, Genua, Rom, Florenz, Madrid und Lissabon. 1857 wurde sie an der Royal Italian Opera in London engagiert, wo sie als Elvira in Bellinis I puritani debütierte. Zwischen 1859 und 1865 trat sie regelmäßig an der Covent Garden Opera und dem Her Majesty’s Theatre in London auf. Zudem war sie zwischen 1862 und 1865 Solisten bei den Londoner Händel-Festivals.
Zwischen 1863 und 1865 unternahm Parepa mit Max Maretzeks Oper Company Tourneen durch die USA. 1866 unternahm sie eine Konzerttournee durch die USA mit dem Kornettisten Jules Levy und dem Geiger und Dirigenten Carl Rosa. Im folgenden Jahr heiratete sie Rosa und gründete mit ihm die Parepa-Rose Grand English Opera Company, die sie gemeinsam mit ihm als Impresario leitete. Die Company bereiste zwischen 1869 und 1872 zahlreiche Großstädte der USA.
1872 trat Parepa-Rosa beim Niederrheinischen Musikfest in Düsseldorf auf und sang an der Covent Garden Opera die Donna Elvira in Mozarts Don Giovanni. Wegen gesundheitlicher Probleme nahm sie im gleichen Jahr Abschied von der Bühne, sang aber 1874 noch am Drury Lane Theatre die Elsa in Richard Wagners Lohengrin. Nach ihrem Tod stiftete Carl Rosa an der Royal Academy of Music in London die Parepa-Rosa Scholarship zur Förderung mittelloser begabter Sänger.